# Wilhelm Marx
Pour les articles homonymes, voir Marx.
Wilhelm Marx, né le 15 janvier 1863 à Cologne et mort le 5 août 1946 à Bonn en Allemagne, est un homme d'État et juriste allemand.
Il occupe les postes de chancelier entre 1923 et 1925 et à nouveau entre 1926 et 1928. 
Il fut aussi ministre, député et président du Zentrum. 
Wilhelm Marx est le chancelier de la république de Weimar resté le plus longtemps en fonction. Pour Willy Hellpach, il est l'« idéal-type de l'homme politique du Zentrum ».

## Biographie

### Enfance et études
Marx est le fils d'un directeur d'école de Cologne. Il grandit dans cette ville et est élève au lycée Marzellen où il obtient son baccalauréat en 1881. Il fait ses études de droit à Bonn. À cette époque, il fait partie de la K.St.V. Arminia (de). Après l'obtention de son diplôme, il travaille en tant que magistrat débutant à Cologne puis à Waldbröl. Il occupe ensuite brièvement un poste à l'Office des hypothèques et du cadastre de Simmern. Le 31 mai 1891, il épouse Johanna Verkoyen. Le couple aura quatre enfants. À partir de 1894, il est juge au tribunal de grande instance d'Elberfeld. Dix ans plus tard, il revient à Cologne comme Landgerichtsrat puis comme Oberlandesgerichtsrat. De 1907 à 1921, il exerce cette même fonction d'Oberlandesgerichtsrat mais cette fois à Düsseldorf. Catholique pratiquant, membre du Zentrum, ce poste est le plus haut qu'il puisse atteindre au sein de l'administration prussienne. 
Après la proclamation de la république de Weimar, il est président du tribunal de grande instance de Limburg an der Lahn puis devient président du Sénat du Tribunal régional supérieur de Berlin.

### Carrière politique
Marx s'implique très tôt dans le catholicisme politique en étant membre du Zentrum. En 1899, il dirige le groupe du Zentrum d'Elberfeld puis celui de Düsseldorf en 1908. Il occupe ensuite plusieurs postes auprès des tribunaux en Prusse rhénane. Membre de la chambre des députés de Prusse de 1899 à 1918 et député de la circonscription de Mülheim/Ruhr-Wipperfürth au Reichstag de 1910 à 1918 et de nouveau de 1920 à 1932, il est spécialiste des questions scolaires et soutient l'école catholique dans une Prusse protestante. Il est alors connu pour être un homme politique calme et médiateur, connaissant peu d'ennemis et travaillant toujours pour la conciliation des intérêts de tous.
Pendant la Première Guerre mondiale, il défend la résolution pour la paix et contre la politique d'annexions. À partir de 1916, il est chef de son groupe parlementaire au Reichstag. Au sortir de la guerre, il est élu à l'assemblée nationale de Weimar le 6 février 1919 et cela jusqu'au 21 mai 1920. Pendant l'occupation de la Rhénanie par les Alliés, il se prononce contre la séparation du territoire d'avec la Prusse contrairement à beaucoup d'autres hommes politiques. Il justifie le soutien qu'il apporte au traité de Versailles par sa crainte de voir la Rhénanie quitter la Prusse définitivement. Marx est élu président du Zentrum de 1922 à 1928. Il cherche à unifier le parti pour pouvoir soutenir le gouvernement Wirth et y parvient d'une part grâce à son style politique et d'autre part grâce au catholicisme, racine commune à tous les membres du parti.

#### Chancelier

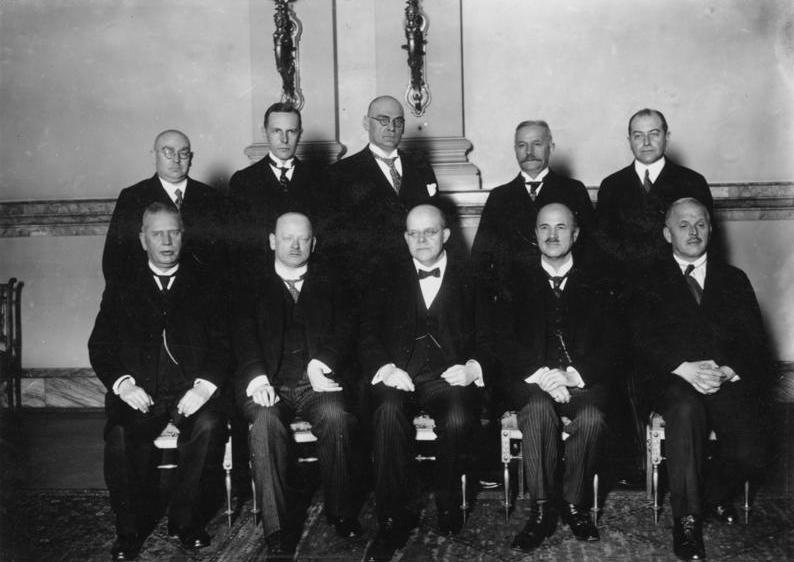
Cabinet Marx IV en 1927.

Après la chute du cabinet Stresemann en 1923, Marx accepte la proposition que lui fait Friedrich Ebert de devenir chancelier. Marx forme alors le dixième gouvernement depuis 1919. Marx exerce le mandat de chancelier par deux fois. Son premier mandat ne dure que treize mois (du 30 novembre 1923 au 15 janvier 1925), le second 25 mois (du 17 mai 1926 au 29 juin 1928). Pendant cette période, il dirige quatre cabinets. Les trois premiers (cabinet Marx I, cabinet Marx II et cabinet Marx III) étaient des cabinets bourgeois minoritaires composées de membres du Zentrum, du DDP, du Bayerische Volkspartei et du Parti populaire allemand. Le dernier (cabinet Marx IV) est complété par des membres du Deutschnationale Volkspartei. La politique étrangère menée par Gustav Stresemann est en outre soutenue par le SPD.
Lorsqu'il est au pouvoir, Marx doit affronter les crises qui traversent la république de Weimar. Il doit faire face aux conflits avec la Saxe et la Bavière. En Rhénanie et en Palatinat, le séparatisme s'accroît jusqu'en 1924. Après l'inflation de 1923, l'introduction de la nouvelle monnaie, le Rentenmark provoquent des problèmes économiques et financiers. Marx met alors des mesures d'économie en place pour le budget de l'État, réduit les effectifs et institue de nouveaux impôts. Marx parvient à stabiliser le pays et il lui est possible de lever l'état d'exception fin février 1924. Pendant son second mandat, l'Allemagne entre à la Société des Nations. Marx destitue Hans von Seeckt qui avait contribué à faire de la Reichswehr un État dans l'État. Son gouvernement chute à cause de la Reichswehr après que le social-démocrate Philipp Scheidemann dévoile lors d'une séance au Reichstag la collaboration de l'armée allemande avec l'Armée rouge.

#### Élection présidentielle de 1925 et fin de carrière

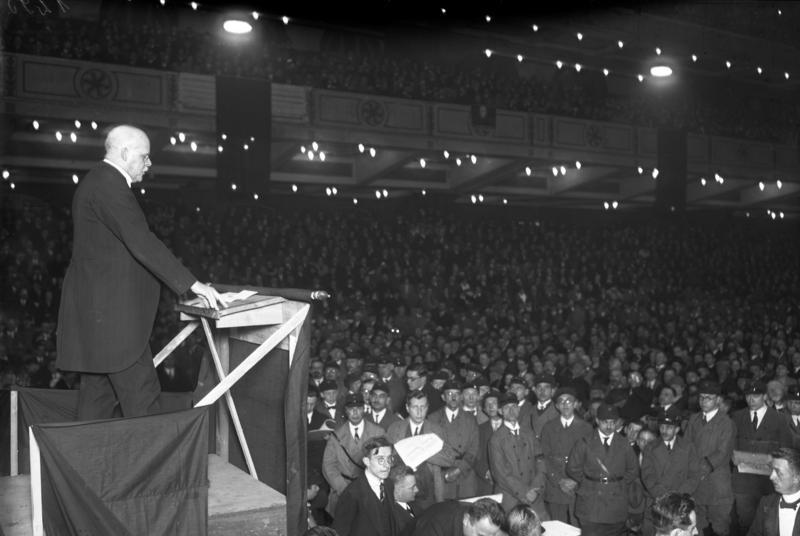
Manifestation électorale de Marx alors candidat au poste de Reichspräsident le 17 avril 1925.

Candidat à l'élection présidentielle de 1925, il obtient 14,5 % des suffrages au premier tour. Le socialiste Otto Braun (29 % au premier tour) se désiste en sa faveur pour faire barrage à Paul von Hindenburg (soutenu par la droite et l'extrême droite). Wilhelm Marx est soutenu au second tour par les sociaux-démocrates mais pas par le BVP. Paul von Hindenburg l’emporte par 14 639 390 voix, contre 13 752 640 pour Wilhelm Marx et 1 932 646 pour Ernst Thälmann, du KPD, parti communiste. La défaite pour Marx est amère, le Bayerische Volkspartei et d'autres groupes catholiques ayant apporté leur soutien à Hindenburg.
Du 10 février au 18 mars 1925, Marx est ministre-président de Prusse et en 1926, il est ministre de la Justice et des territoires occupés dans le gouvernement de son successeur Hans Luther jusqu'en 1928. Il termine sa carrière politique comme député puis décide de se retirer de la politique.
Il meurt à Bonn le 5 août 1946. Il est enterré au cimetière Melaten de Cologne.